# Uniwersytet w Malmö
Uniwersytet w Malmö (szw. Malmö universitet) – szwedzka publiczna uczelnia w Malmö, do końca 2017 funkcjonująca pod nazwą Szkoła Wyższa w Malmö (Malmö högskola).

## Historia
Decyzja o utworzeniu uczelni w Malmö została podjęta w 1996 przez rząd Szwecji. Inicjatywa ta była częścią narodowej strategii rozbudowy szkolnictwa wyższego w Szwecji oraz restrukturyzacji Malmö, do lat 90. XX w. miasta tradycyjnie przemysłowego.
Malmö högskola została powołana do życia 1 lipca 1998 roku. Początkowo uczęszczało tam ponad 5000 studentów. Uczelnia została założona na bazie działających już w Malmö w ramach Uniwersytetu w Lund oraz gminy Malmö programów inżynierskich i nauczycielskich oraz programu pielęgniarstwa. 1 stycznia 1999 do Malmö högskola włączono wydział stomatologii (do tej pory Odontologiska fakulteten w ramach Uniwersytetu w Lund). Prowadzonych było ponad 100 kierunków specjalizacyjnych.
1 stycznia 2018 uczelnia została przekształcona w uniwersytet. 

## Struktura
Uniwersytet w Malmö prowadzi działalność edukacyjną na następujących wydziałach:
- Wydział Zdrowia i Społeczeństwa
- Wydział Kultury i Społeczeństwa
- Wydział Nauki i Społeczeństwa
- Wydział Technologii i Społeczeństwa
- Wydział Stomatologii.

## Podstawowe statystyki
Uniwersytet w Malmö jest dziewiątym co do wielkości instytutem naukowym w Szwecji.
| Ranking                                                                | Rok  | Miejsce w rankingu |
| ---------------------------------------------------------------------- | ---- | ------------------ |
| Webometryczny ranking uniwersytetów świata 2013                        | 2013 | 1382               |
| Webometryczny ranking uniwersytetów świata 2013 Uniwersytety w Szwecji | 2013 | 13                 |
| University Web Ranking 2013                                            | 2013 | 1591               |
| University Web Ranking 2013 Uniwersytety w Szwecji                     | 2013 | 14                 |

## Rektorzy
Kerstin Tham (2015–)
Stefan Bengtsson (2011–2015)
Lennart Olausson (2002–2011)
Per-Olof Glantz (1998–2002)